# Де Мело, Аракен
Эдемил Аракен Жозе́ де Мело (порт.-браз. Edemil Araquem José de Melo; 7 июля 1944, Рио-де-Жанейро — 17 октября 2001, Каракас), в некоторых источниках де Мелло (порт.-браз. de Mello) или Демело (порт.-браз. Demelo) — уругвайский футболист, нападающий.

## Карьера
Аракен де Мело начал карьеру в клубе «Васко да Гама», в которой он играл за молодёжный состав, выступая в третьем дивизионе. В 1964 году нападающий перешёл в уругвайский клуб «Данубио». Два года спустя футболист стал лучшим бомбардиром чемпионата страны, забив 12 голов. Футболист стал первым в истории «Данубио», который завоевал подобный титул. В 1968 году Аракен уехал в Аргентину, в клуб «Уракан». Он дебютировал в составе команды 10 марта в матче с «Архентинос Хуниорс» (0:0). 25 марта он забил свой первый мяч за клуб, поразив ворота «Химнасии». Всего в своём первом сезоне в команде он забил 10 голов, став вторым снайпером турнира. За этот клуб де Мело играл до 1968 года. Он провёл 36 матчей и забил 8 голов в Метрополитано и 21 матч с 11 забитыми мячами в Насьонале; плюс провёл один матч в Кубке Аргентины и одну встречу в Турнире по переклассификации чемпионата страны. 2 ноября 1969 года он забил последний гол за клуб, поразив ворота «Кильмеса», а 14 июня 1970 провёл свой последний матч за «Уракан» против «Химнасии».
В 1972 году де Мело уехал в Грецию, в клуб «Панатинаикос», став первым бразильцем в истории этой команды. 17 сентября он дебюитровал в составе клуба в матче с «Олимпиакосом» из Волоса и забил 2 гола, а его команда победила 6:3. В атаке команды он создал центр нападения вместе с другим выходцем из Южной Америки, Хуаном Рамоном Вероном, и местным игроком Антонисом Антониадисом. Аракен провёл в клубе 37 матчей и забил 19 голов, 18 матчей и 11 голов в первом сезоне и 19 матчей и 8 голов во втором. Последним клубом в карьере бразильца стал «Атромитос».
Завершив карьеру футболиста, де Мело уехал в Венесуэлу. Там он, вместе со своим братом Арноутом, открыл, при Центральном университете Венесуэлы, футбольную школу, названную «Brazil Soccer School». В ней обучались дети в возрасте от 4 до 14 лет. 17 октября 2001 года Аракен де Мело покончил с собой в Каракасе из-за финансовых проблем. Школой стал руководить его брат.

## Статистика
| Сезон                | Клуб              | Лига    | Чемпионат | Чемпионат | Кубок | Кубок | Междун. | Междун. |
| Сезон                | Клуб              | Лига    | Игры      | Голы      | Игры  | Голы  | Игры    | Голы    |
| -------------------- | ----------------- | ------- | --------- | --------- | ----- | ----- | ------- | ------- |
| 1964                 | Данубио           | Примера | ?         | ?         | —     | —     | —       | —       |
| 1965                 | Данубио           | Примера | ?         | ?         | —     | —     | —       | —       |
| 1966                 | Данубио           | Примера | ?         | 12        | —     | —     | —       | —       |
| 1967                 | Данубио           | Примера | ?         | ?         | —     | —     | —       | —       |
| 1968 (Метрополитано) | Уракан            | Примера | 16        | 4         | —     | —     | —       | —       |
| 1968 (Насьональ)     | Уракан            | Примера | 14        | 10        | —     | —     | —       | —       |
| 1969 (Метрополитано) | Уракан            | Примера | 11        | 4         | 1     | 0     | —       | —       |
| 1969 (Насьональ)     | Уракан            | Примера | 6         | 1         | 1     | 0     | —       | —       |
| 1970 (Метрополитано) | Уракан            | Примера | 8         | 0         | 0     | 0     | —       | —       |
| 1970 (Насьональ)     | Уракан            | Примера | 0         | 0         | 0     | 0     | —       | —       |
| 1971 (Метрополитано) | Уракан            | Примера | 0         | 0         | —     | —     | —       | —       |
| 1971 (Насьональ)     | Уракан            | Примера | 0         | 0         | —     | —     | —       | —       |
| 1972 (Метрополитано) | Уракан            | Примера | 0         | 0         | —     | —     | —       | —       |
| 1972 (Насьональ)     | Уракан            | Примера | 0         | 0         | —     | —     | —       | —       |
| 1972/1973            | Панатинаикос      | Альфа   | 18        | 11        | ?     | ?     | 2       | 0       |
| 1973/1974            | Панатинаикос      | Альфа   | 19        | 8         | ?     | ?     | ?       | ?       |
| 1974/1975            | Атромитос (Афины) | Альфа   | 12        | 2         | ?     | ?     | —       | —       |

## Достижения
- Лучший бомбардир чемпионата Уругвая: 1966 (12 голов)